# 伊顿 (消费电子公司)

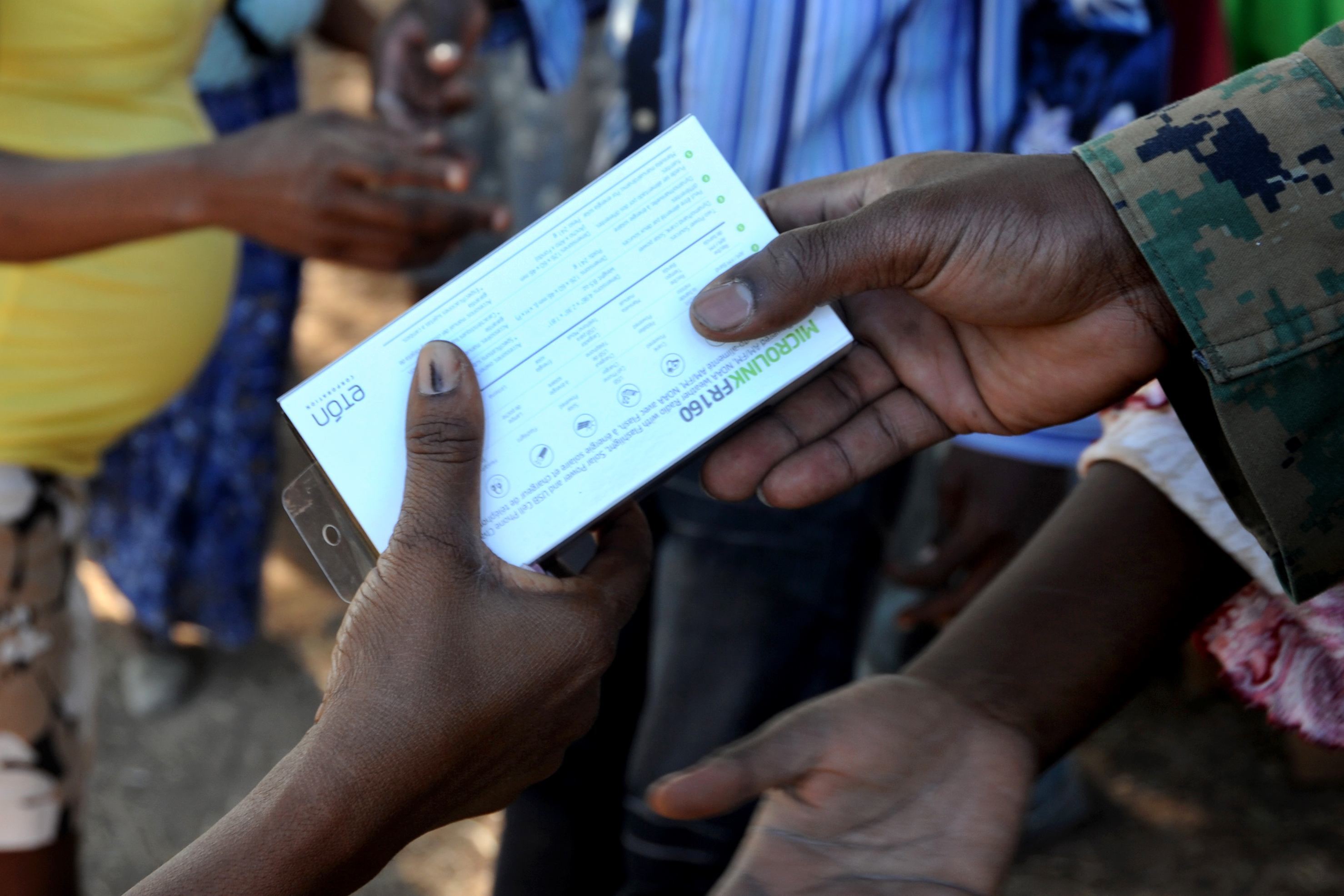
美国海军陆战队在2010年海地地震期间向灾民发放伊顿收音机。

伊顿公司（英語：Etón Corporation）是一家总部位于美国加州帕罗奥图的消费电子产品生产商，以生产收音机为主。

## 简介
伊顿公司成立于1986年，最初名为Lextronics。除自有品牌收音机外，伊顿还获得德国根德授权，在美国生产根德收音机。另外，伊顿也为美国和加拿大的红十字会生产定制款收音机。